# 코맥 머피오코너
코맥 머피오코너(영어: Cormac Murphy-O'Connor, 1932년 8월 24일 ~ 2017년 9월 1일)는 영국의 로마 가톨릭교회 추기경이다. 과거에 웨스트민스터 대교구장과 잉글랜드와 웨일스 주교회의 의장을 역임한 바 있다. 2001년 교황 요한 바오로 2세에 의해 추기경으로 서임되었다. 자신의 75번째 생일을 앞두고 교황청에 은퇴 의사를 밝혔으며, 2009년 4월 3일 수락되었다.